# Oceania armata
Oceania armata is een hydroïdpoliep uit de familie Oceaniidae. De poliep komt uit het geslacht Oceania. Oceania armata werd in 1853 voor het eerst wetenschappelijk beschreven door Kölliker. 